# Adalgar
Adalgar, auch Adalger, althochdeutsch: edler Speer oder Kämpfer, († 9. Mai 909 in Bremen) war ein Heiliger und Erzbischof von Bremen und Hamburg.

## Leben
Adalgar war Bruder des gleichnamigen späteren Abtes von Corvey Adalgar; sie stammten aus einem sächsischen Adelsgeschlecht. Wie dieser lebte er zunächst als Mönch im Benediktinerkloster Corvey an der Weser, wo er den Erzbischof Rimbert kennenlernte, der sich selbst, obwohl er offiziell den Titel „Erzbischof von Hamburg“ führte, als „Erzbischof von Bremen“ bezeichnete – vermutlich, weil der erzbischöfliche Amtssitz nach einem verheerenden Wikingerüberfall im Jahre 843 von Hamburg nach Bremen verlegt und das Bistum Bremen dadurch in das Erzbistum Hamburg eingegliedert worden war. Adalgar wurde Rimberts Assistent und folgte ihm nach Bremen. Er wurde zunächst Koadjutor Rimberts und folgte Rimbert nach dessen Tod als Erzbischof nach, verzichtete aber auf einen Beinamen. In diesem Amt forcierte er die Missionstätigkeit im Norden, wurde jedoch dabei durch weitere Einfälle der Normannen behindert. Auf der Synode von Trebur 895, an der auch Adalgar teilnahm, wurde über die erneute Auftrennung des Erzbistums Hamburg-Bremen und die Rückführung des Bistums Bremen in den Herrschaftsbereich des Erzbistums Köln beraten – diesem gehörte das Bistum Bremen nämlich vor der päpstlich verfügten Zusammenlegung mit Hamburg im Jahr 848 an, und die Kölner hatten diesen Verlust nie verwunden. Allein, die Proteste der Kölner Erzbischöfe Hilduin (842–848/49) und Gunter (850–863) blieben in Rom ungehört. Auch Hermann I., 889/90 bis 924 Erzbischof von Köln, hatte lange daraufhin gearbeitet, konnte sich aber letztlich nicht durchsetzen. Zwar gestand Papst Formosus 893 dem Erzbistum Köln formal Ansprüche in der Angelegenheit zu, aber der spätere Nachfolger Papst Sergius III. bestätigte im Jahr 905 die bestehende Aufteilung und untrennbare Verschmelzung der beiden Bistümer zu „einer Kirche“.
Adalgar starb am 9. Mai 909 in Bremen. Nachfolgende Erzbischöfe trugen bis 1258 die Bezeichnung „Erzbischof von Hamburg-Bremen“, der Titel des „Bischof von Bremen“, seit 848 ohnehin nicht mehr besetzt, entfiel.
Der Festtag des heiligen Adalgar ist der 9. Mai (Sterbetag). Er wird in der Kunst als Erzbischof mit Pallium dargestellt.